# Triatoma protracta
Triatoma protracta är en insektsart som först beskrevs av Philip Reese Uhler 1894.  Triatoma protracta ingår i släktet Triatoma och familjen rovskinnbaggar. Inga underarter finns listade i Catalogue of Life.

## Bildgalleri

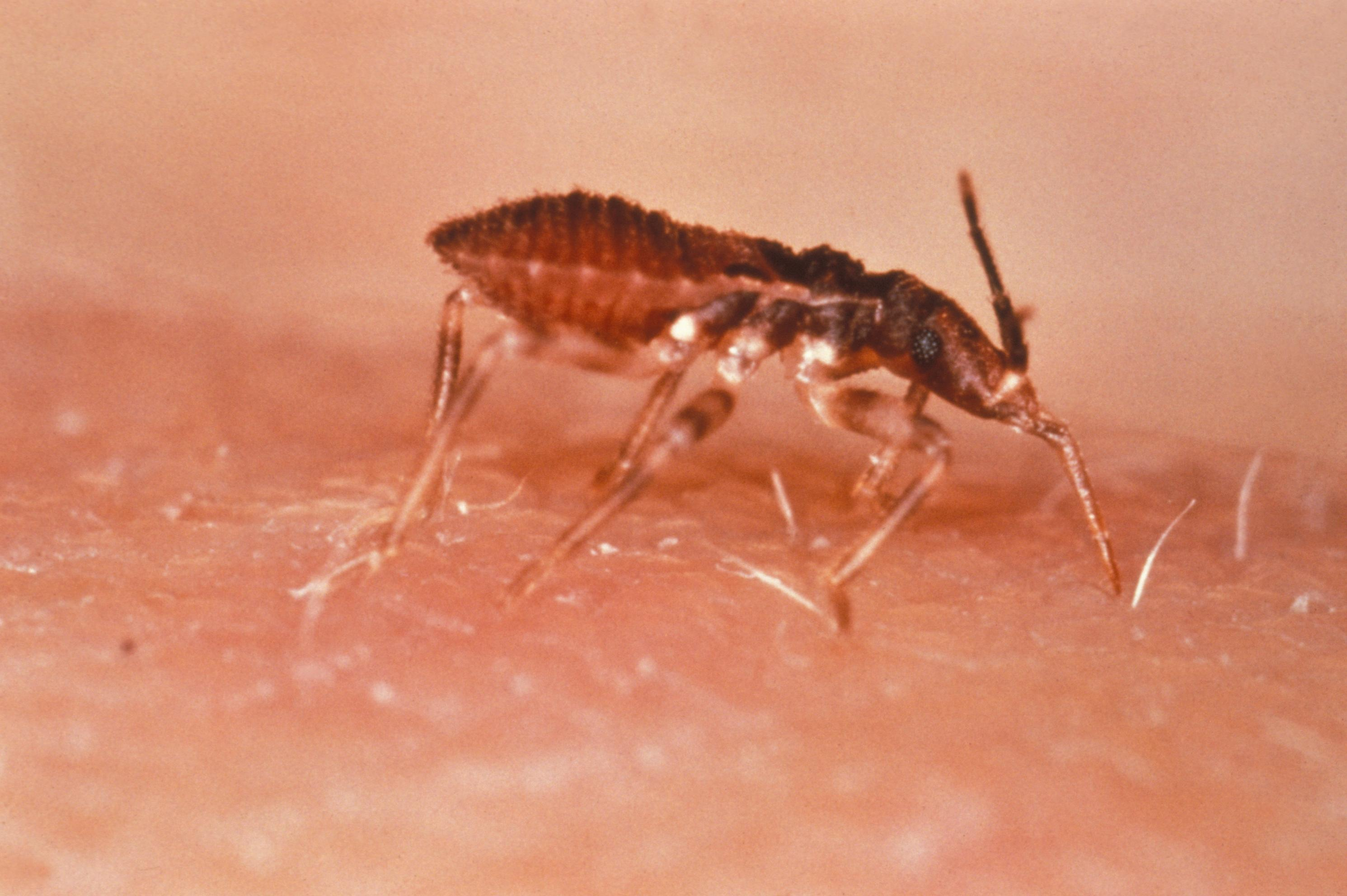